# Máximo Planudes
Máximo Planudes (en griego Μάξιμος Πλανούδης), natural de Nicomedia, en la Anatolia, nació en el año 1260 y murió en el año 1330 (otras fuentes dicen en el año 1305), en Constantinopla. Este monje griego fue un gramático, teólogo y traductor bizantino de renombre.

## Trayectoria
Vivió en los siglos XIII y XIV, en tiempo de Andrónico y Juan Paleólogo, casi siempre en Constantinopla. Andrónico II le confió una misión a Venecia en 1327, pues tenía un buen conocimiento del latín. Sus traducciones de obras clásicas latinas al griego sirvieron para divulgar el pensamiento y la cultura de Occidente en el Imperio de Oriente, y sus ediciones de clásicos griegos sirvieron para incitar el Humanismo y el Renacimiento en Europa occidental. Se dedicó a la enseñanza y al estudio en el monasterio donde entró, y donde cambió su nombre, Manuel, por el de Máximo. Fue contemporáneo de Jorge Paquimeres. Tuvo muchos discípulos, a muchos de los cuales tomó también como copistas o amanuenses del scriptorium de su monasterio.
Este monje fue conocido como compilador de excerpta (epítomes o compendios) escolares: colecciones temáticas de extractos, en particular una sobre retórica; por otro lado, otra grande sobre geografía e historia, dividida en once apartados con pasajes de la Geografía de Estrabón; de la Periégesis de Pausanias, de la Historia de Dion Casio; del tratado De mundo del pseudo Aristóteles; de la obra de Constantino Manases; de Synesio; del De mensibus de Juan el Lidio (que solía reconstruir) y de diálogos de Platón (las otras tres secciones contienen pasajes de autores eclesiásticos). Planudes también habría producido una antología de tratados de armonía, pero se ha perdido. También hizo una colección de proverbios populares y de acertijos.
Máximo se dedicó además a compilar diversos escritos, algunos de los cuales son los siguientes: una colección de las fábulas de Esopo y la Vida anónima de este autor (que tradujo al francés Jean de La Fontaine), además de una famosa Antología de poesías griegas.
Editó a Píndaro y Arato, redactó escolios para Hesíodo y Tucídides, además de editar al matemático Diofanto y comentar a Euclides. Su mayor esfuerzo fue, sin embargo, realizar una edición de las Vidas paralelas y los Moralia de Plutarco, trabajo que no llegó a culminar, pese a los muchos ayudantes que lo asistían, pero del que han quedado algunos manuscritos incompletos. A su iniciativa se debe, por ejemplo, haber salvado las Dionisiacas de Nonno de Panópolis y los epigramas perdidos del libro XVI.º de la Antología griega.
Fue además un traductor laborioso y muy importante del latín al griego, aunque le faltase criterio en sus comentarios. En cuanto a las traducciones del latín al griego, vertió los Dísticos morales de Dionisio Catón, Las metamorfosis de Ovidio y obras de Julio César, Cicerón, Juvenal, Agustín de Hipona y Boecio, entre otras. Esas traducciones fueron muy populares como libros de texto en el Renacimiento, en especial su edición del Sueño de Escipión de Cicerón acompañada del comentario de Macrobio. 
Ha sido fundamental, para la ciencia, su descubrimiento de un buen manuscrito de la Geografía de Claudio Ptolomeo en 1295. Su edición recuperó para Occidente este texto capital, del que escribió un elogio. La entrada en Europa de esta geografía en el siglo XV, cuando se tradujo al latín, fue decisiva para la renovación cartográfica europea del Renacimiento.

## Algunas ediciones de sus obras
- Epistole a Medlchisedek, Alessandria, Dell'Orso, 2007.
- Le calcul selon les Indies, Bordeaux, París, A. Blanchard, 2004.
- Maximi Monachi Planudis Epistulae, Ámsterdam, Adolf M. Hakkert, 1991.
- Antologie grecque, París, Les Belles Lettres, 1960.
- Epigragrammatum anthologia palatina:.., París, A.F. Didot, 1864-90, 3 volúmenes.
- M. Tullii Ciceronis Somnium Scipionis in graecum translatum, Roma, G.E.I., 1992.
- Autor adicional de la obra 'Opuscula aurea theologica quorundam..., Roma, Sac. Congr. de Propag. Fide, 1670.
- Maximi Planudis Idyllium, Padova, La Garangola, 1973.
- Autor adicional junto a Avianus, Alfonsi Petrus (1062-110) y otros, de la obra de Esopo Fábulas de Esopo. Reproducción en facsímile de la primera edición de 1489, la Real Academia Española, Madrid, Tipografía de Archivos, 1929.
- Autor adicional de la obra Aesopi..et aliorum Fabulae..., Lyon, S. Vicentii, 1537, junto a Angelo Poliziano, Pietro Crinito (1474-1507), G.A. Campano (1429-1477), Desiderius Erasmus m.1536 y otros.
- Autor adicional de la obra de patrología de Nicephorus Callistus (1256-1335) Ecclesiasticae Historiae Libri XVIII..., París, J.P. Migne, 1865-1904, 3 volúmenes.
- La biografía de Esopo Aiso_poy..., Lutetiae, R. Stephani, 1546.
- Autor adicional de la obra de Theocritus Tae enesti., Venecia, Aldi Manucii Romani, 1495-96.
- Florilegium diversorum epigrammatum..., París, V. Badio, 1531.